# El Androide (luchador)
El Androide es un personaje de catch creado dentro de la factoría del ciclo televisivo Titanes en el ring a principios de la década de los 80s. Fue interpretado en su versión clásica por el deportista Juan Manuel Figueroa.

## Biografía ficticia del personaje
El primer androide fue fabricado por el profesor Demetrius durante el certamen de catch de Titanes en el Ring en la temporada de 1982. Al comienzo de ese ciclo, el profesor en cuestión apareció en escena con una serie de elementos como piezas metálicas, cables y partes de lo que se asemejaba a un muñeco o maniquí, con la premisa de que iba a crear un androide humanoide para que a futuro pudiese competir en el torneo.
Durante varias semanas, programa a programa, podía verse al profesor Demetrius ensamblando el artefacto, el cual progresivamente iba cobrando su forma humanoide hasta que logró permanecer en pie sobre una plataforma móvil un tiempo antes de ser finalmente activado. Cuando al fin estuvo listo, el profesor pasó a controlarlo desde una consola de mandos y el Androide se puso en funcionamiento para entrar en combate con los contrincantes que semana a semana se fueron sucediendo sin que ninguno de ellos pudiera derrotarlo.

### Características del personaje
El Androide se movía constantemente con movimientos robóticos veloces y cortos. No caía ante los golpes de sus enemigos, a los cuales podía paralizarlos de manera momentánea o bien dejarlos fuera de combate usando unas picanas eléctricas que poseía en la punta de sus manos que constaban de solo tres dedos. La fortaleza y resistencia de este personaje, sumado al hecho de no caer ante los golpes demostraba su condición sobrehumana para la lucha.
Pese a haber terminado el certamen invicto, a lo largo de los combates, diferentes contrincantes lograban provocarle algún cortocircuito en su mecanismo pectoral, el cual se manifestaba mediante pequeños destellos explosivos, sin que con ello cambiase demasiado el resultado de su desempeño en la lucha.

### Enfrentamiento y rivalidad con la Momia
Las características de lucha del Androide, llevaron a compararlo con otro luchador de igual resistencia: La Momia. Este último no iba a estar presente en el torneo 1982, pero ante la masacre realizada por el Androide en cada combate, finalmente se decidió un enfrentamiento entre ambos, para lo cual la Momia fue traído desde Egipto para competir.
La Momia arribó al puerto de Buenos Aires ante una concurrida muchedumbre de personas que presenciaron cómo los personajes de Long, Short y el Padrino trataban de robarse el cajón que lo albergaba. La Momia salía de su ataúd y comenzaba a perseguir a los mafiosos, los cuales huían solo para encontrarse de cara a Demetrius, que accionaba al Androide para enfrentarlos. La Momia, en un primer momento, decide ocultarse al ver al humanoide, lo cual hizo que se generasen más expectativas. Durante las últimas luchas de ese certamen, la Momia aparecía expectante observando el desempeño del Androide en el ring.
Finalmente el enfrentamiento entre ambos se llevó a cabo en el estadio Luna Park ante un concurrido público. Se trataba de un torneo por el cinturón de campeón y en la lucha por la semifinal donde el ganador se enfrentaría posteriormente con el campeón Martin Karadagián, la Momia y el Androide no lograron sacarse ventaja y la lucha terminó en un empate, por lo cual debieron ir a una segunda lucha y desempatar.
En la segunda lucha, el desarrollo comenzó siendo similar al de la primera. Las descargas eléctricas del Androide desestabilizaban a la Momia temporalmente, el cual tras recuperarse arremetía a golpes contra el Androide provocándole cade vez más cortocircuitos y explosiones en su cuerpo. Pese a lo desestabilizado que se encontraba el robot, seguía luchando hasta que tras perder el profesor Demetrius la consola de mando en manos de una segunda momia, al parecer retoño de la primera, el Androide era fuertemente castigado por la Momia que al notar que su rival ya no se movía, le pide a su hijo que le devuelva el mecanismo a Demetrius, el cual vuelve a accionar al Androide. La lucha continúa pero el daño del robot era evidente y las descargas eléctricas ya no afectaban a la Momia, el cual decide dar la pelea por finalizada abrazando a su robótico rival en un gesto de paz. La lucha queda en la resolución del jurado que da por vencedor a la Momia.

### Detrás del personaje
El Androide fue interpretado por Juan Manuel Figueroa, luchador profesional e instructor de pesas durante todo el certamen 1982. Debido a que Figueroa también interpretaba al personaje de la Momia, durante la primera y segunda lucha entre ambos contendientes, y debido a que el atuendo del Androide se ajustaba mucho más al cuerpo de Figueroa, remarcando su talla natural, el deportista se decidió por interpretar al Androide mientras que el rol de la Momia, que contaba con una vestimenta más gruesa y apta para ocultar los detalles físicos de quien la portaba, lo asumía su compañero Rubén Velázquez, quien también interpretaba a personajes como Remo y Atila.
Martín Karadagián, quien era el ideólogo principal de la mayoría de los personajes, le cedió la total libertad a Figueroa, de interpretar al Androide como mejor le saliese, a la vez que el relator Rodolfo Di Sarli era quien programa tras programa le iba contando al público el avance de la construcción del robot.
En algunas ocasiones Figueroa sufrió algunas lesiones y quemaduras interpretando al personaje debido a las cargas pirotécnicas  instaladas en el atuendo.

### El gingle
Al igual que muchos otros de los personajes de Titanes en el Ring, el Androide contaba con su propio jingle. El tema musical de presentación exponía al personaje como alguien malévolo y temible bajo las siguientes frases:
"Androide, es el muñeco maldito, hijo de una mente enferma para borrar a los hombres sobre la faz de la Tierra.
Es un robot programado sin razón y sin conciencia, la fuerza incontrolada de poder y resistencia".

### Otros androides
Posteriormente hicieron su aparición otros androides, de similar forma y contextura, aunque su color era uniformemente plateado o dorado, los cuales recibieron el nombre de Androide de Plata y Androide de Oro, a veces interpretados por Alfredo Giuffre, pasando a llamarse o apodarse el Androide original, bajo el mote del Androide de plomo.